# Mount Abilala
Der Mount Abilala (in der deutschen Kolonialzeit Disraeliberg oder seltener Schopenhauerberg genannt) ist ein Berg im westlichen Finisterre-Gebirge in Papua-Neuguinea. Der Berg ist mit einer Höhe von 3472 Metern einer der höheren Berge der Madang Provinz.

## Geographie und Klima
Das Land um den Mount Abilala ist vom Gebirgszug des Finisterre-Gebirges geprägt und überwiegend bewaldet. Die Bevölkerungsdichte beträgt etwa 12 Menschen pro Quadratkilometer.
Die durchschnittliche Temperatur betrug 8 Grad Celsius (°C). Der wärmste Monat ist der September mit 12 °C und der kühlste Februar mit 4 °C. Der durchschnittliche Niederschlag beträgt 2640 Millimeter pro Jahr. Der regenstärkste Monat ist jeweils der März mit 363 Millimetern und der regenärmste der Juli mit 86 Millimetern.